# Сариаркинський сільський округ
Сариарки́нський сільський округ (каз. Сарыарқа ауылдық округі, рос. Сарыаркинский сельский округ) — адміністративна одиниця у складі Аягозького району Абайської області Казахстану. Адміністративний центр — село Сариарка.
Населення — 872 особи (2021; 1192 у 2009, 1244 у 1999, 1808 у 1989).
Станом на 1989 рік існувала Сариаркинська сільська рада (села Бієсімас, Кайракти, Сариарка, Чубартас). Село Шубартос було ліквідовано 2017 року.

## Склад
До складу округу входять такі населені пункти:
| Населений пункт  | Старі назви | Населення, осіб (1989) | Населення, осіб (1999) | Населення, осіб (2009) | Населення, осіб (2021) |
| ---------------- | ----------- | ---------------------- | ---------------------- | ---------------------- | ---------------------- |
| Бієсімас, село   | -           | 333                    | 144                    | 93                     | 51                     |
| Кайракти, село   | -           | 236                    | 31                     | -                      | -                      |
| Сариарка, село   | -           | 1040                   | 969                    | 1059                   | 817                    |
| --Шубартос, село | Чубартас    | 199                    | 100                    | 40                     | 4                      |